# آتشفشان (فیلم ۱۹۵۰)
آتشفشان (انگلیسی: Volcano) فیلمی به کارگردانی ویلیام دیترله است که در سال ۱۹۵۰ منتشر شد. از بازیگران آن می‌توان به آنا مانیانی، جرالدین بروکس، انزو استایولا و مارچلو گاتی اشاره کرد.